# Colobothea sejuncta
Colobothea sejuncta là một loài bọ cánh cứng trong họ Cerambycidae.